# Moguer
Moguer là một thị xã ở tỉnh Huelva, Andalusia, Tây Ban Nha. Theo điều tra dân số năm 2007, thị xã này có dân số 18.381 người. Diện tích là 204 km² và mật độ dân số là 90,4 người/km². 
Đô thị Moguer được tạo lập từ các trung tâm đô thị Moguer và Mazagon, các khu vực nông nghiệp và rừng xung quanh khu vực núi và các khu bảo tồn thiên nhiên, đây là nơi sinh của Juan Ramon Jimenez.

## Địa lý
Tọa độ là 37 ° 16 'N, 6 ° 50' W. Nó nằm ở độ cao 51m trên mực nước biển, cách tỉnh lỵ Huelva 80 km. Moguer nằm ở tây nam của bán đảo Iberia, ở khu vực gọi là Tierra Llana của Huelva. Về phía bắc là sông Tinto, các đô thị Huelva, Niebla và San Juan of Puerto, về phía nam là Đại Tây Dương và Palos de la Frontera.

## Các điểm tham quan
- Castillo de Moguer
- Monasterio de Santa Clara
- Capilla del Hospital del Corpus Christi
- Teatro Felipe Godínez
- Convento de San Francisco o de Ntra. Sra. de La Esperanza
- Archivo Histórico y Biblioteca Iberoamericana
- Iglesia Parroquial de Ntra. Sra. de La Granada
- Casa Consistorial
- Casa Natal de Juan Ramón Jiménez
- Casa-Museo "Zenobia y Juan Ramón "
- Casa de Fuentepiña
- Tumba de Juan Ramón Jiménez y Zenobia
- Monumento a Juan Ramón Jiménez
- Monumento a los Hnos Niño

## Dân số
Giữa giai đoạn 1900-1970, dân số đô thị này giữ ở mức 7.000-8.000. Dân số đạt mức cao nhất năm 2006 với 18.441 người.
| Moguer. Graphical population. 1900-2007         |
| ----------------------------------------------- |
|                                                 |
| Lower division: 500 Inhabitants.                |
| Sources: National Institute of Statistics Spain |

Moguer